# بروکلین (فیلم)
بروکلین (انگلیسی: Brooklyn) فیلمی به کارگردانی جان کرولی در سبک ملودرام است که در سال ۲۰۱۵ منتشر شد.

## موضوع فیلم
سیرشا رونان در بروکلین نقش زن جوانی به نام الیس را بازی می‌کند. الیس در یک شهر کوچک در کشور ایرلند زندگی می‌کند. زمان وقوع حوادث فیلم در دههٔ ۱۹۵۰ میلادی است. الیس به همراه خواهر بزرگترش رز و مادر بیوه اش مری زندگی می‌کند. زندگی در ایرلند هیچ ویژگی خوشایندی برای الیس ندارد. او گرچه دختر سختکوشی است اما هنوز موفق نشده یک کار دایمی برای خودش پیدا کند. الیس از حیث عاطفی نیز احساس کمبودهای شدیدی می‌کند. رز که نگران وضعیت زندگی خواهرش الیس است وارد گقتگو با کشیش می‌شود و با استفاده از کمک‌های وی موفق می‌شود الیس را به آمریکا بفرستد تا در آنجا کار و زندگی کند. الیس شبیه اجداد خودش سوار یک کشتی بزرگ مسافربری می‌شود و به آمریکا می‌رود اما از همان بدو ورود الیس به آمریکا مشخص می‌شود که قلب او هنوز در ایرلند است. الیس شهر بروکلین را برای زندگی و کار انتخاب کرده‌است. او در خانه‌ای بزرگ و زیبا در بروکلین ساکن می‌شود. چند زن جوان ایرلندی دیگر هم در این خانه سکونت دارند. خانم کیهو زن مهربان و شوخ‌طبعی است که این دختران زیر نظر او در این خانه زندگی می‌کنند. الیس در فروشگاهی واقع در بروکلین مشغول کار می‌شود. خانم فورتینی چم و خم‌های کار را به الیس یاد می‌دهد و او هم به سرعت همهٔ این هارا یادمی‌گیرد. پدر فلود کشیشی که الیس به کلیسایش می‌رود الیس را زیر بال و پر خود می‌گیرد و امکان ادامه تحصیل او را فراهم می‌کند. در ابتدای ورودش به بروکلین مشکلات زیادی برای تطبیق دادن خودش با محیط تازه دارد اما به تدریج بر این مشکلات غلبه می‌کند. در ادامهٔ ماجرا در الیس در یک مجلس رقص ایرلندی با پسری به اسم تونی آشنا می‌شود. الیس ابتدا خیال می‌کند که تونی ایرلندی است اما به زودی مشخص می‌شود که او ایتالیایی است. به تدریج رابطهٔ عاطفی بین الیس و تونی شکل می‌گیرد. کمی بعد الیس خبردار می‌شود که خواهرش رز در ایرلند درگذشته‌است. او که حسابی از شنیدن این خبر شوکه شده تصمیم می‌گیرد به ایرلند برگردد تا مادر عزادارش را تسلی بدهد. تونی اطمینان ندارد که الیس دوباره به آمریکا برگردد و به همین خاطر از الیس درخواست ازدواج می‌کند. آن‌ها این راز را بین خودشان نگه می‌دارند. الیس به ایرلند بازمی‌گردد و زندگی اش در اینجا به طرز غیرمنتظره‌ای دستخوش دگرگونی می‌شود. او نامه‌های تونی را بدون اینکه بخواند در کشوی میزش نگهداری می‌کند. سپس سر و کلهٔ زنی از گذشته‌ها پدیدار می‌شودو…
فیلم بر پایه رمانی به همین نام، نوشته کالم توبین (Colm Tóibín) ساخته شده‌است.

## در پایان
بروکلین فیلم زیبایی است که قصهٔ ساده خود را به زیبایی روایت می‌کند. این یکی از آن فیلم‌های کمیابی است که دیالوگ‌هایش از فرط زیبایی در ذهن تماشاگر ماندگار می‌شود. هیچ کلام و جمله‌ای در این فیلم زاید نیست و هر کلمه و جمله‌ای در جای خود و با کارکرد مشخص مورد استفاده قرار گرفته‌است. طراحی صحنه و لباس فوق‌العاده چشمگیر است و فیلم برداری هم به قدری استادانه صورت گرفته که این تصویر را در تماشاگر ایجاد می‌کند که فیلم در دهه پنجاه ساخته شده‌است. یک فیلم رومانتیک و بسیار صمیمی که هر تماشاگر با هر پس زمینهٔ فکری و اعتقادی می‌تواند با آن ارتباط برقرار کند.